# Василево (Кудрявцевское сельское поселение)
Василёво — деревня в Торопецком районе Тверской области России. Входит в состав Кудрявцевского сельского поселения.

## История
На карте РККА 1923—1941 годов обозначена деревня Василёво. Имела 10 дворов.

## География
Деревня расположена в юго-западной части района, расстояние до Торопца составляет 46 километров. Деревня находится на правом берегу реки Кунья недалеко от границы с Великолукским районом. Ближайший населённый пункт — деревня Рожново.

## Климат
Деревня, как и весь район, относится к умеренному поясу северного полушария и находится в области переходного климата от океанического к материковому. Лето с температурным режимом +15…+20 °С (днём +20…+25 °С), зима умеренно-морозная −10…−15 °С; при вторжении арктического воздуха до −30…-40 °С.
Среднегодовая скорость ветра 3,5—4,2 метра в секунду.

## Население
| 2010 |
| ---- |
| 1    |

Национальный состав
Согласно результатам переписи 2002 года, в национальной структуре населения русские составляли 100 % от общей численности населения в 100 человек.